# ولترسبورگ
ولترسبورگ (به آلمانی: Weltersburg) یک شهر در آلمان است که در وستروالدکرایس واقع شده‌است. ولترسبورگ ۲۷۴ نفر جمعیت دارد.